# ماشين غيمز
ماشين غيمز (بالإنجليزية: MachineGames)‏ ، هي شركة سويدية تقوم بإنتاج وصناعة وتطوير ألعاب الفيديو، أسست عام 2009م، وهي فرع من فروع شركات زيني ماكس ميديا الأمريكية، يبلغ عدد موظفيها نحو مابين 50-60 موظفاً.

## مصدر
1. ↑  "Inside Starbreeze: The Secret History of the Riddick Team from". 1UP.com. مؤرشف من الأصل في 2016-05-27. اطلع عليه بتاريخ 2013-01-14.

## وصلات خارجية
- الموقع الرسمي